# Scelidocteus marshi
Espèce
Synonymes
- Sceliscelis marshi Oketch & Li, 2020

Scelidocteus marshi est une espèce d'araignées aranéomorphes de la famille des Palpimanidae.

## Distribution
Cette espèce est endémique du comté de Taita-Taveta au Kenya,.

## Description
Le mâle holotype mesure 3,83 mm et la femelle paratype 5,1 mm.

## Systématique et taxinomie
Cette espèce a été décrite sous le protonyme Sceliscelis marshi par Oketch et Li en 2020. Elle est placée dans le genre Scelidocteus par Wood, Kulkarni, Ramírez et Scharff en 2024.

## Étymologie
Cette espèce est nommée en l'honneur de Brian Marsh.

## Publication originale
- Oketch, Zonstein, Kioko & Li, 2020 : « Description of a new genus and three new species of the family Palpimanidae (Arachnida, Araneae) from Kenya. » African Invertebrates, vol. 61, no 2, p. 93-106.